# Castelnaud-la-Chapelle
La Roque-Gageac er en fransk kommune, der ligger i departementet Dordogne i regionen Nouvelle-Aquitaine.
Det er en del af Les Plus Beaux Villages de France-foreningen.